# Дыбрава (Добричская область)
Дыбрава (болг. Дъбрава) — село в Болгарии. Находится в Добричской области, входит в общину Балчик. Население составляет 198 человек.

## Политическая ситуация
В местном кметстве Дыбрава, в состав которого входит Дыбрава, должность кмета (старосты) исполняет Стойка Йорданова Донева (Зелёные) по результатам выборов.
Кмет (мэр) общины Балчик — Николай Добрев Ангелов (независимый) по результатам выборов.